# Vincenzo Fiorillo
Vincenzo Fiorillo (ur. 13 stycznia 1990 w Genui) – włoski piłkarz występujący na pozycji bramkarza. Zawodnik Salernitany.

## Kariera klubowa
Vincenzo Fiorillo jest wychowankiem Sampdorii, w której trenował od 2004. Na sezon 2007/2008 został włączony do seniorskiego zespołu i otrzymał koszulkę z numerem 90. Pełnił rolę trzeciego bramkarza, ponieważ o rolę pierwszego bramkarza rywalizowali Luca Castellazzi i Antonio Mirante. Fiorillo wciąż był członkiem drużyny juniorskiej Sampdorii i zdobył z nią Młodzieżowy Puchar Włoch. W Serie A piłkarz zadebiutował 13 kwietnia 2008 w przegranym 0:1 pojedynku z Regginą, kiedy to w 69. minucie zmienił Lukę Castellazziego.
8 czerwca wygrywając spotkanie finałowe z Interem Mediolan Fiorillo wywalczył mistrzostwo Włoch do lat 20. W lutym 2009 zajął natomiast drugie miejsce w Torneo di Viareggio – największym młodzieżowym turnieju piłkarskim na świecie. Fiorillo został wybrany najlepszym bramkarzem tej imprezy. W sezonie 2008/2009 Włoch w rozgrywkach Serie A rozegrał 2 mecze – w przedostatniej kolejce przeciwko Udinese Calcio i w ostatniej kolejce z US Palermo. Oba te spotkania zakończyły się remisami 2:2.
13 stycznia 2010 Fiorillo został wypożyczony do drugoligowej Regginy Calcio. Zadebiutował w niej 3 dni później podczas przegranego 1:3 spotkania z Ceseną. Łącznie dla Regginy rozegrał 5 ligowych meczów, a po sezonie wrócił do Sampdorii i dostał koszulkę z numerem 22. W styczniu 2011 młody golkiper został wypożyczony do trzecioligowej Spezii, w której pozostanie do końca obecnego sezonu.

## Kariera reprezentacyjna
Fiorillo ma za sobą występy w młodzieżowych reprezentacjach Włoch. W latach 2006–2007 rozegrał 3 mecze dla zespołu do lat 17, w latach 2007–2008 5 spotkań dla drużyny do lat 19, a w latach 2008–2009 5 występów dla reprezentacji do lat 20. W zespole do lat 21 zadebiutował 25 marca 2009 w zremisowanym 2:2 meczu z Austrią. W tym samym roku Fiorillo wziął udział w Igrzyskach Śródziemnomorskich, na których Włosi zajęli drugie miejsce.